# 2002年納斯達克100公開賽
2002年邁阿密大師賽于2002年3月18日至4月1日在美國邁阿密舉行，又稱2002年纳斯达克-100公开赛，為第18屆賽事，在ATP為大師系列賽之一，在WTA為一級錦標賽，這是一項男女合辦的賽事，舉辦於克蘭登公園網球中心。

## 冠軍

### 男子單打
安德烈·阿加西 擊敗  羅傑·費德勒（6–3, 6–3, 3–6, 6–4）
- 這是阿格西職業生涯第51個單打冠軍。

### 女子單打
莎蓮娜·威廉絲 擊敗  珍妮弗·卡普里亚蒂（7–5, 7–64）
- 這是小威廉絲職業生涯第13個單打冠軍。

### 男子雙打
马克·诺尔斯 /  丹尼尔·内斯特

### 女子雙打
麗莎·雷蒙德 /  雷内·斯塔布斯

## 外部連結
- 官方網址